# Hadżar

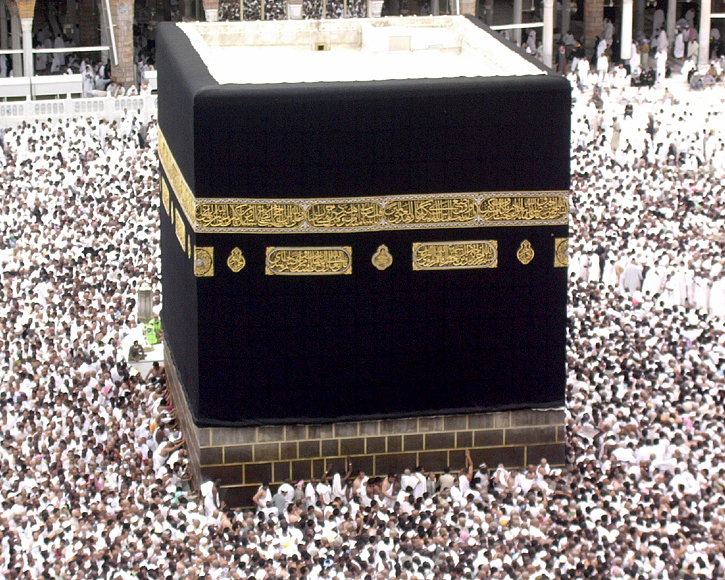

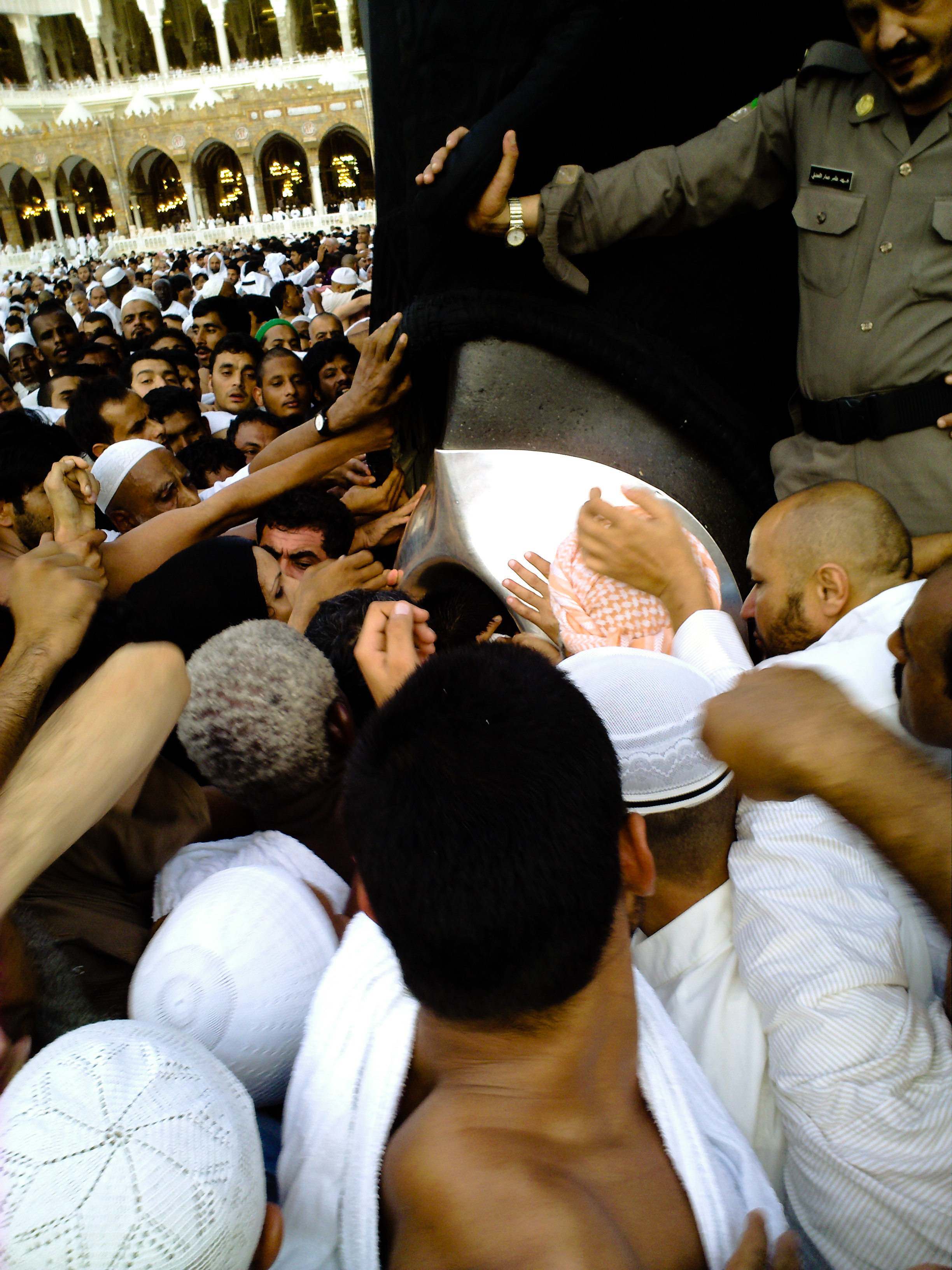
Pielgrzymi dotykający czarnego kamienia (2009)

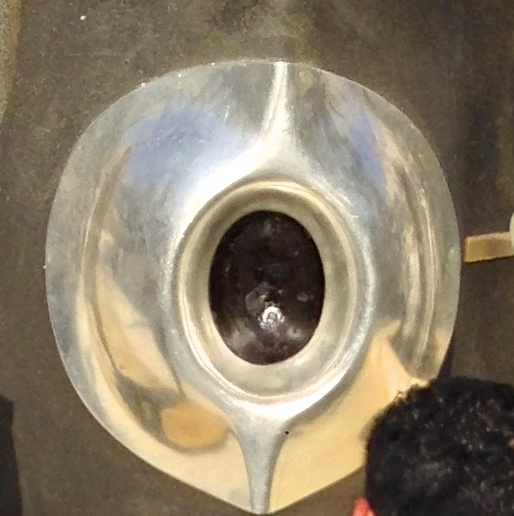
Hadżar (2013)

Hadżar, Al-Hadżar al-Aswad (arab. الحجر الأسود, Al-Ḥajar al-Aswad, tłum. czarny kamień) – kamień wbudowany w południowo-wschodni narożnik świątyni Al-Kaba w Mekce, największa świętość muzułmanów i cel pielgrzymek (tzw. hadżdżu) wyznawców islamu.

## Opis
Hadżar to współcześnie kilka fragmentów skały złożonych razem i oprawionych w srebrną ramę, wbudowanych na wysokości 1,5 metra w południowo-wschodni narożnik świątyni Al-Kaba w Mekce.
Pochodzenie kamienia nie jest znane – z uwagi na znaczenie religijne hadżaru nie przeprowadzano naukowej analizy. Na przestrzeni ostatnich stuleci powstało wiele teorii na temat proweniencji obiektu – spekulowano, że jest to meteoryt, bazalt, agat lub szkło impaktowe powstałe wskutek uderzenia meteorytu w Wabar na pustyni Ar-Rab al-Chali.
Oryginalna wielkość kamienia nie jest znana. Powierzchnia kamienia eksponowana w srebrnej ramie ma wymiary 20×16 cm. Największy z fragmentów ma mieć wielkość daktyla. Pierwotną wielkość kamienia szacowano na przynajmniej 25 × 20 × 20 cm.
Kamień ma nieregularny, owalny kształt z wypolerowaną wskutek dotykania przez miliony pielgrzymów powierzchnią. Barwa hadżaru opisywana jest jako brązowawa czerń lub głęboki czerwonawy brąz, a także jako czerniawy brąz czy czerwonawa czerń. Niektóre opisy wspominają o białych lub żółtych punkcikach przypominających kryształki. Wnętrze kamienia opisywane jest jako szare lub „białe jak mleko”.
Ponadto kamień ma nie tonąć, lecz utrzymywać się na powierzchni wody, co pozwoliło na jego identyfikację dwadzieścia lat po rabunku w 930 roku. Według Elsebeth Thomsen (1980), ani meteoryt żelazny czy kamienny, ani bazalt czy agat nie utrzymują się na powierzchni wody. Meteoryt żelazny nie rozpadłby się na kawałki. Stąd Thomsen zaproponowała teorię, że „czarny kamień” może być szkłem powstałym wskutek uderzenia meteorytu w Wabar, które mogło zostać przyniesione do Mekki przez karawanę. Alex Bevan (2002) przytacza wyniki nowszych badań kraterów w Wabar, według których ich wiek szacowany jest jedynie na 450 lat, co wykluczałoby Wabar jako miejsce pochodzenia kamienia.
Współcześnie przyjmuje się, że „czarny kamień” jest najprawdopodobniej impaktytem – fragmentem gruntu przeobrażonym w wyniku zderzenia meteorytu z ziemią.

## Tradycja islamska

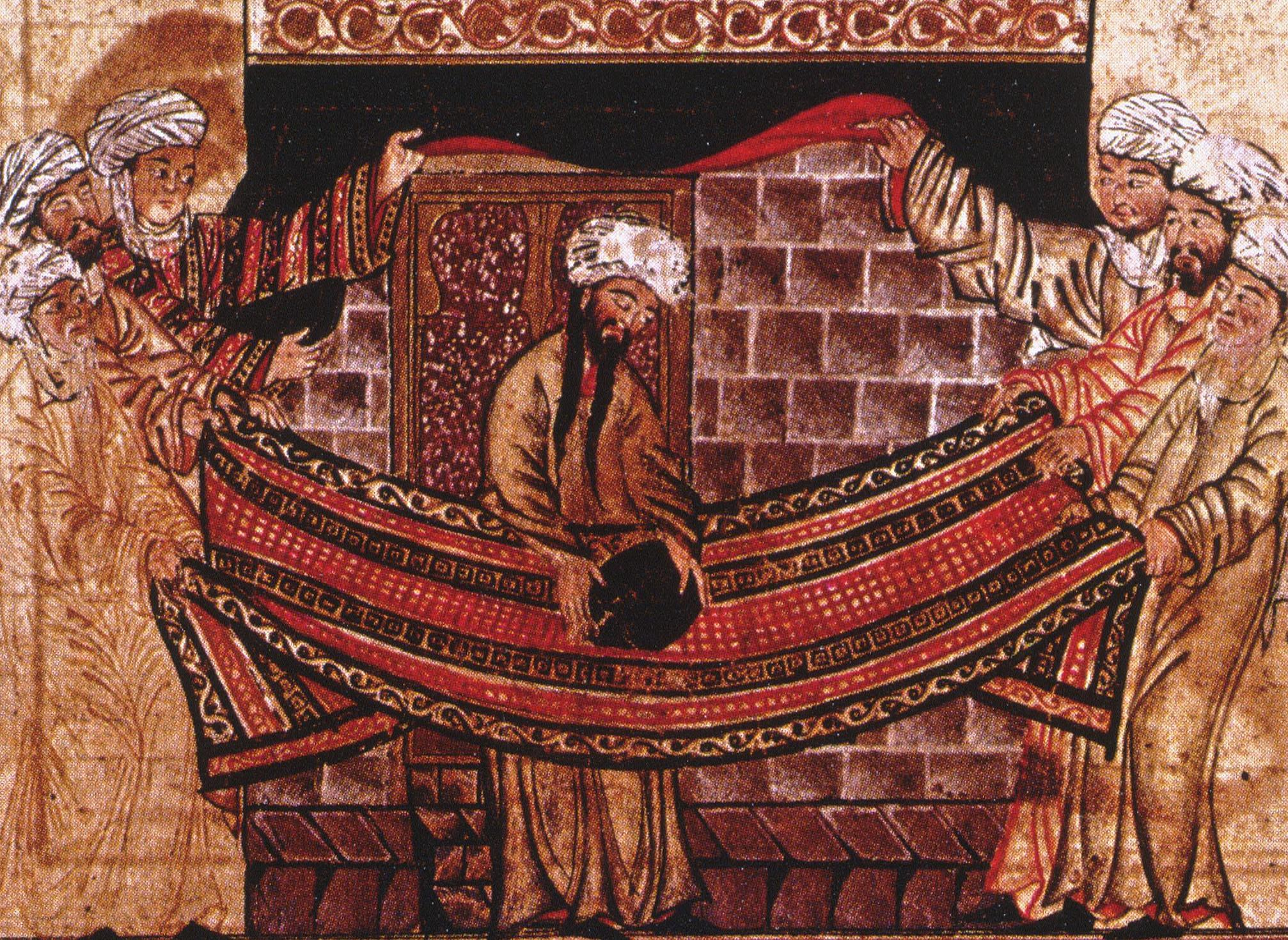
Ilustracja z Dżami at-tawarich (ok. 1315), przedstawiająca proroka Mahometa z czterema wodzami transportującego czarny kamień do Al-Kaby

Hadis Mahometa mówi, że kamień pochodzi z nieba.
Według jednej z tradycji islamskich kamień miał Adam, który wzniósł pierwszą Al-Kabę na ziemi. Po zakończeniu budowy Allah zesłał mu z raju namiot z czerwonego hiacyntu oraz biały hiacynt, który służył Adamowi jako krzesło, zaś później stał się czarnym kamieniem. Adam umieścił kamień w Al-Kabie, gdzie pozostawał aż do zniszczenia świątyni przez potop. Bóg powierzył odbudowę Al-Kaby Abrahamowi w pobliżu studni Zamzam. Abraham wraz z synem Izmaelem wznieśli Al-Kabę około 2130 roku p.n.e. Wówczas pojawił się archanioł Gabriel, który przyniósł Abrahamowi czarny kamień, a ten umieścił go we wschodnim narożniku Al-Kaby. Według innej tradycji islamskiej to Abraham był pierwszym budowniczym Al-Kaby.
Jeszcze inna tradycja muzułmańska mówi, że to Kurajszyci podjęli decyzję o rozbudowie Al-Kaby (lub jej odbudowie po potopie). Czterech wodzów nie mogło zgodzić się, który z nich miał dostąpić zaszczytu przeniesienia czarnego kamienia. Uzgodnili, że poproszą o rozstrzygnięcie pierwszą osobę przechodzącą przez bramę sanktuarium. Okazał się nią Mahomet, który zdjął płaszcz i położył na nim kamień, a każdego z wodzów poprosił o schwycenie płaszcza i wspólne przeniesienie kamienia. Następnie Mahomet własnoręcznie umieścił kamień na wyznaczonym miejscu.
Pierwotnie kamień miał być nieskalanie białym i zmienił barwę na czarną pod wpływem wchłaniania grzechów i zmazywania win składających mu hołd pielgrzymów.

## Historia
Al-Kaba istniała przynajmniej od roku 200 n.e. i służyła jako miejsce kultu bogów pogańskich. Wiadomo również, że „czarny kamień” był przedmiotem kultu w czasach przedislamskich. Zapisy historyczne wzmiankują wiele kamieni czczonych w regionie, m.in. kamień w Nadżranie czy biały kamień w Tabali koło Mekki. Arabowie w czasach przedislamskich muskali kamień w celu uzyskania błogosławieństwa bóstw. Odcinek pomiędzy czarnym kamieniem a drzwiami Al-Kaby był miejscem składania obietnic, zawierania przymierzy i zanoszenia próśb nazywanym al-multazam.
Kult kamienia był kontynuowany po przybyciu Mahometa, który miał stwierdzić, że kamień pochodzi z raju. Prorok miał również zaczynać i kończyć swój tawaf przy kamieniu. Tradycja ta jest kontynuowana przez muzułmanów do dziś.
Podczas oblężenia Mekki w 623 roku Al-Kaba spłonęła po trafieniu płonącą strzałą, a kamień pod wpływem gorąca miał rozpaść się na trzy większe części i kilka mniejszych fragmentów. W 930 roku został zrabowany przez karmatów i był przez 20 lat ukrywany w Bahrajnie. W 951 roku został zwrócony – wrzucony do meczetu w Al-Kufie.
Kamień został ponownie uszkodzony około 1050 roku, kiedy to kalif z Egiptu wysłał najemnika, by zniszczyć obiekt. 

W 1626 roku podczas powodzi, która nawiedziła Mekkę, zawaliły się trzy ściany Al-Kaby i mogło dojść do kolejnego uszkodzenia kamienia.

## Praktyki religijne
Czarny kamień jest największą świętością muzułmanów i celem pielgrzymek (tzw. hadżdżu) milionów wyznawców islamu.
Podczas tawafu – siedmiokrotnego okrążania Al-Kaby w kierunku przeciwnym do ruchu wskazówek zegara – pielgrzymi dotykają, całują lub pozdrawiają kamień poprzez uniesienie prawej ręki w jego kierunku w celu uzyskania boskiego błogosławieństwa.